# John Wyndham

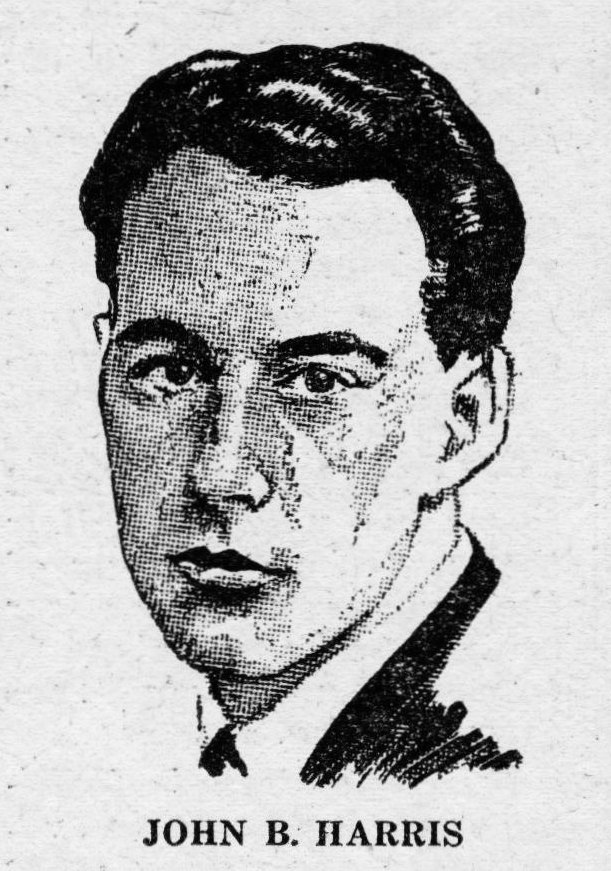
John Wyndham

John Wyndham Parkes Lucas Beynon Harris (Dorridge, 10 juli 1903 – Petersfield, 11 maart 1969) was een Britse schrijver die vooral bekend werd door zijn boek The Day of the Triffids.

## Biografie
John Wyndham werd geboren in het dorp Knowle nabij Birmingham. Hij woonde tot zijn achtste in de wijk Edgbaston van die stad, totdat zijn ouders scheidden. Vervolgens woonde Wyndham op een aantal Engelse kostscholen.
Na zijn schooltijd ging hij studeren aan de Universiteit van Oxford. Vanaf 1925 kon hij leven van zijn schrijfwerk; gedurende de jaren dertig schreef hij vele verhalen, vooral voor Amerikaanse tijdschriften. Hij schreef enkele detectiveverhalen en ook wat sciencefiction die meestal gepubliceerd werden in de pulptijdschriften van de zogenaamde gouden eeuw van de sciencefiction. Tussen 1940 en 1943 was Wyndham als burgerpersoneelslid betrokken bij de Britse censuur. Hij ging vervolgens in militaire dienst en nam deel, hoewel niet in de eerste dagen, aan de landing in Normandië.
Na de oorlog hervatte Wyndham zijn schrijversloopbaan en schreef enkele klassiekers zoals de roman The Day of the Triffids. Naast The Day of the Triffids schreef hij The Chrysalids, dat een wereld beschrijft duizenden jaren na een catastrofale kernoorlog. De godsdienstig fundamentalistische dictatuur die de kleine levensvatbare enclave te midden van de door straling gemuteerde wildernis op Labrador beheerst, waar nog mensen kunnen leven, bestrijdt met middeleeuwse methoden mutanten en mensen die wetenschap willen beoefenen.
In 1968 bracht Prisma Pockets Chocky van hem uit.